# Yartsevsky (huyện)
Huyện Yartsevsky (tiếng Nga: Ярцевский райо́н) là một huyện hành chính tự quản (raion), của Tỉnh Smolensk, Nga. Huyện có diện tích 1578 km², dân số thời điểm ngày 1 tháng 1 năm 2000 là 66300 người. Trung tâm của huyện đóng ở Yartsevo.